# Bédéchan
Bédéchan é uma comuna francesa na região administrativa de Occitânia, no departamento de Gers. Estende-se por uma área de 7,84 km². Em 2010 a comuna tinha 145 habitantes (densidade: 18,5 hab./km²).